# Museo de Arte Moderno de Barranquilla
El Museo de Arte Moderno de Barranquilla (MAMB) es un centro cultural privado de Barranquilla. Fue inaugurado en 1994, aunque funcionaba desde 1974, con diversas exposiciones artísticas a nivel nacional e internacional. El escenario cultural cuenta además con una biblioteca y un auditorio, también una moderna sala de exhibición, con obras de importantes artistas como Fernando Botero, Karel Appel, Ángel Loochkartt, Enrique Grau, Alejandro Obregón, Salvador Dalí, entre otros. El museo también realiza actividades como festivales, arte urbano, charlas y labores educativas y reuniones familiares, todas enfocadas a promover la cultura y el arte.
Su fundadora y actual directora Maria Eugenia Castro es consideraba una de las mujeres más importantes del Caribe y ha sido la gran impulsora de esta institución desde su fundación hasta la actualidad. Ha logrado mantener las actividades del museo a pesar de los traslados y problemas que han ocurrido alrededor de la institución. 
Para 2024 fue designada Diana Acosta Miranda, comunicadora social y gestora cultura, como gerente de la institución luego de 16 años como funcionaria pública. Ya había hecho parte del equipo del MAMB como Directora de Marketing, entre los años 2004 - 2007, y vuelve ahora en medio del proceso de reactivación de la institución y la construcción de la nueva sede en el centro de la ciudad. 

## Colección
Contiene más de 500 obras y forma parte de la Asociación Colombiana de Museos, también participa activamente en diversos eventos culturales como el  Encuentro Iberoamericano de Museos, la Semana del Patrimonio, entre otros.
Estaba previsto que antes de finalizar 2015, el Museo de Arte Moderno de Barranquilla sería reubicado definitivamente en el antiguo Parque Cultural del Caribe. El proyecto estuvo respaldado por el presidente Juan Manuel Santos, mientras que otros entes del gobierno como el Ministerio de Cultura y el Departamento Nacional de Planeación intervienen en los estudios.
Dentro de las nuevas instalaciones del Museo de Arte Moderno de Barranquilla se elevará un mural del pintor Alejandro Obregón denominado Cosas del aire, que «será el eje de los cinco pisos de recorrido que tendrá el Mamb».

## Traslados
Durante 18 años el Museo de Arte Moderno de Barranquilla estuvo en el edificio de la carrera 56 # 74 - 22. En 2022 debió abandonar la edificación dada en comodato por Terpel y se encuentra a la espera de ser reubicado en la nueva sede en predios del antiguo Parque Cultural del Caribe. Las obras se encuentran guardadas en el edificio de Coltabaco y en el Museo del Atlántico de forma provisional.
En el 2025, gracias a la colaboración de Bancolombia el Museo retomó sus actividades en una sede temporal donde ha logrado exponer alguna de sus obras más importantes, continuar con las actividades educativas y establecer espacios de reflexión y encuentro en torno al arte. Esta sede se encuentra en la Calle 76#54-11 en el Edificio World Trade Center, ícono de la ciudad. 
La inversión para el traslado al complejo cultural es de $ 20 000 000 000. La nueva sede consta de seis plantas y 3500 metros cuadrados; el arquitecto Giancarlo Mazzanti fue el encargado de su diseño. En 2024 la Alcaldía asumió la continuidad de la tercera fase, luego de su estancamiento a razón de diversos asuntos jurídicos por la quiebra del Museo del Caribe. Esta nueva infraestructura tendrá un auditorio, una tienda cultural, varias salas de exhibición y la cinemateca. Como gran entrada ya se encuentran equipos profesionales restaurante el mural "Cosas del Aire" del maestro Obregón.